# بنیتو یوانت
بنیتو یوانت (انگلیسی: Benito Joanet; ۱۶ سپتامبر ۱۹۳۵ – ۲۲ مارس ۲۰۲۰) بازیکن فوتبال اهل اسپانیا بود.
از باشگاه‌هایی که در آن بازی کرده‌است می‌توان به باشگاه فوتبال اسپانیول، باشگاه فوتبال دپورتیوو لاکرونیا، و باشگاه فوتبال رئال ساراگوسا اشاره کرد.